# Buckman (Minnesota)
Buckman – miasto w Stanach Zjednoczonych, w stanie Minnesota, w hrabstwie Morrison.